# Jean-Marie Sarron
Jean-Marie Sarron, né le 2 août 1942  à Bretonvillers (Doubs) et mort le 24 avril 2014 à Besançon (Doubs), est un prêtre du diocèse de Besançon, aumônier national de la Fédération sportive et culturelle de France de 1983 à 1987.

## Biographie
Jean-Marie Sarron est le troisième enfant d'une famille très chrétienne d'agriculteurs. Il fait ses études secondaires au petit séminaire de Notre-Dame de Consolation-Maisonnettes puis ses 2 années de philosophie au séminaire de Faverney. Après quatre ans de théologie au grand séminaire de Besançon, il est ordonné prêtre le 29 juin 1969 par Mgr Lallier.

### Service presbytéral
Il est alors nommé à la cathédrale de Besançon, responsable de quartier avec la pastorale des jeunes comme priorité. Des tâches locales d'aumônerie sont attachées à cette mission : Jeunesse ouvrière chrétienne (JOC), Action catholique des milieux socio-sanitaires (ACMSS), Action catholique générale féminine (ACGF), Scouts de France et le patronage paroissial La Citadelle, affilié à la Fédération sportive et culturelle de France (FSCF). 
Cette société plus que centenaire lui fait connaître et apprécier le projet de cette fédération. Il suit ses réunions de comité, participe à ses diverses manifestations et aux congrès fédéraux. Alpiniste chevronné, il organise et encadre deux camps en montagne pour adolescents et grands jeunes chaque année jusqu'en 1978. Il est aumônier départemental des Scouts de France de 1977 à 1987 et de l'Union régionale comtoise de la FSCF de 1977 à 1989.

### La Fédération sportive et culturelle de France

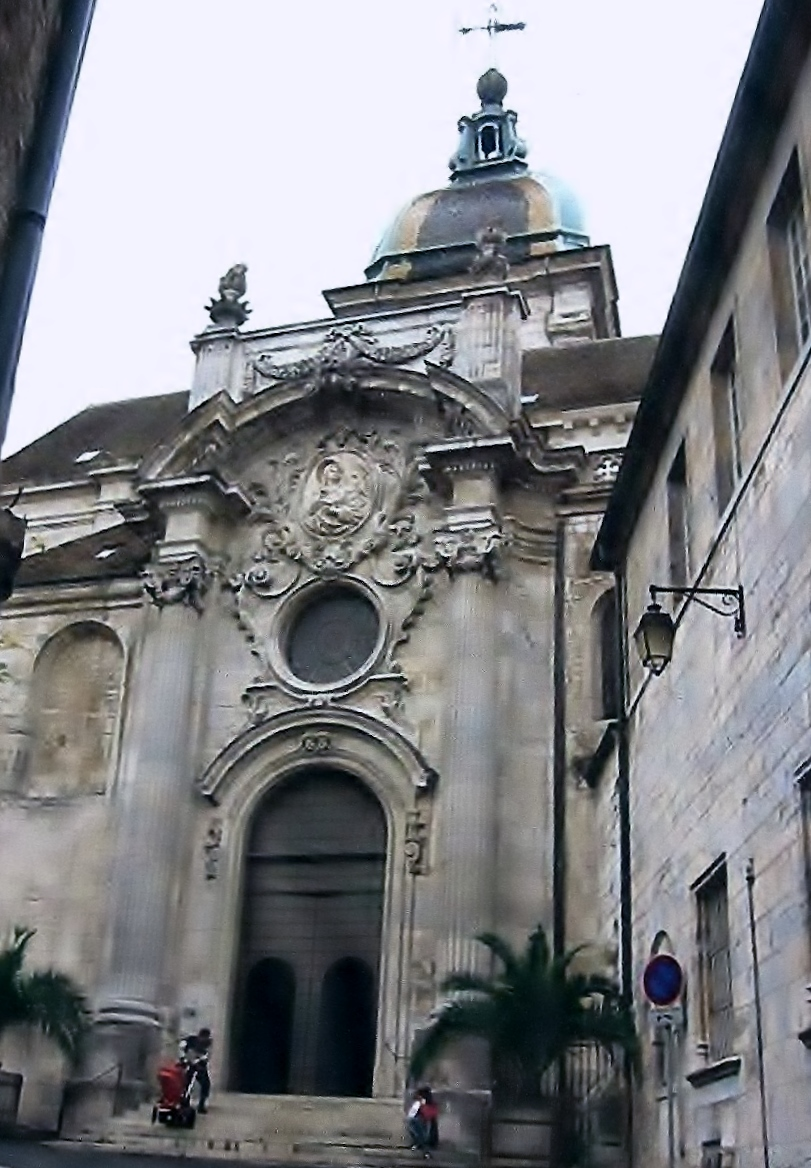
Portail de la cathédrale Saint-Jean de Besançon.

En 1983, la conférence des évêques de France lui confie l'aumônerie nationale de la FSCF. Le décès prématuré de son prédécesseur, Gabriel Gonnet, a laissé la fédération désemparée. Pour achever la rédaction de Vers quel homme ? Par quels chemins ?, il crée aussitôt une commission pastorale fédérale et il lui incombe d’inviter au congrès de 1985 Mgr Plateau — évêque de Bourges et accompagnateur de la FSCF — pour marquer la fin des travaux avec la publication de l'ouvrage de référence. Son ministère est aussi marqué par l'extension des effectifs féminins, les relations internationales au sein de la Fédération internationale catholique d'éducation physique et sportive (FICEP) dont le secrétaire général est alors Robert Pringarbe, les rencontres avec les autres mouvements éducatifs d'Église et, dès son arrivée, la préparation du 90e anniversaire aux côtés de Maurice Davesne.  
La messe télévisée qui regroupe 4 000 jeunes filles dans le palais des congrès lors du championnat fédéral de gymnastique féminine de Saint-Étienne pour clore en apothéose la saison 1985-1986 reste un des grands moments de son passage à la fédération mais il doit renoncer à mener à terme les opérations du 90e anniversaire : pour les besoins pastoraux du diocèse, Mgr Daloz lui demande d'écourter d'une année son temps d'aumônerie fédérale et il quitte la FSCF l'année suivante. Il reste cependant encore deux ans à l'aumônerie du comité départemental. À celle de la FSCF lui succède René Dersoir, un basketteur venu de l'Avenir de Rennes et déjà fortement engagé dans les colonies de vacances. Celui-ci est assisté l'année suivante de Gilles Mallet, un franciscain-pongiste venu de Caen.

### Responsabilités diocésaines
Il est alors nommé en 1987 doyen de Morteau puis de Vesoul en 1993. Il revient dans le Doubs en 2001 à Pontarlier. En 2008, il se voit confier la paroisse Sainte Jeanne Antide qui regroupe cinq églises de la partie Nord-Est de Besançon. Il est aussi nommé aumônier interdiocésain de l'Action catholique générale féminine (ACGF).